# Abtei Orval
Die Abtei Orval (lat. Abbatia Aureavallis / B. M. de Aurea Valle; deutsch Abtei Güldenthal) ist ein Kloster der Zisterzienser der strengeren Observanz, genannt Trappisten, auf dem Gebiet der Gemeinde Florenville im Süden Belgiens nahe der Grenze zu Frankreich. Der Name leitet sich von baskisch ar(an) und französisch val (beide in der Bedeutung Tal) her. Die volksetymologische Deutung über französisch or (als goldenes Tal) schuf eine Legende, nach der eine Gräfin Mathilde (in manchen Fassungen Mathilde von Tuszien) im Tal ihren goldenen Ring verlor, der ihr dann von einem Fisch wiedergebracht wurde. Aus Dankbarkeit gründete sie das Kloster. In den Ruinen des alten Klosters kann der Mathildenbrunnen besichtigt werden.

## Geschichte

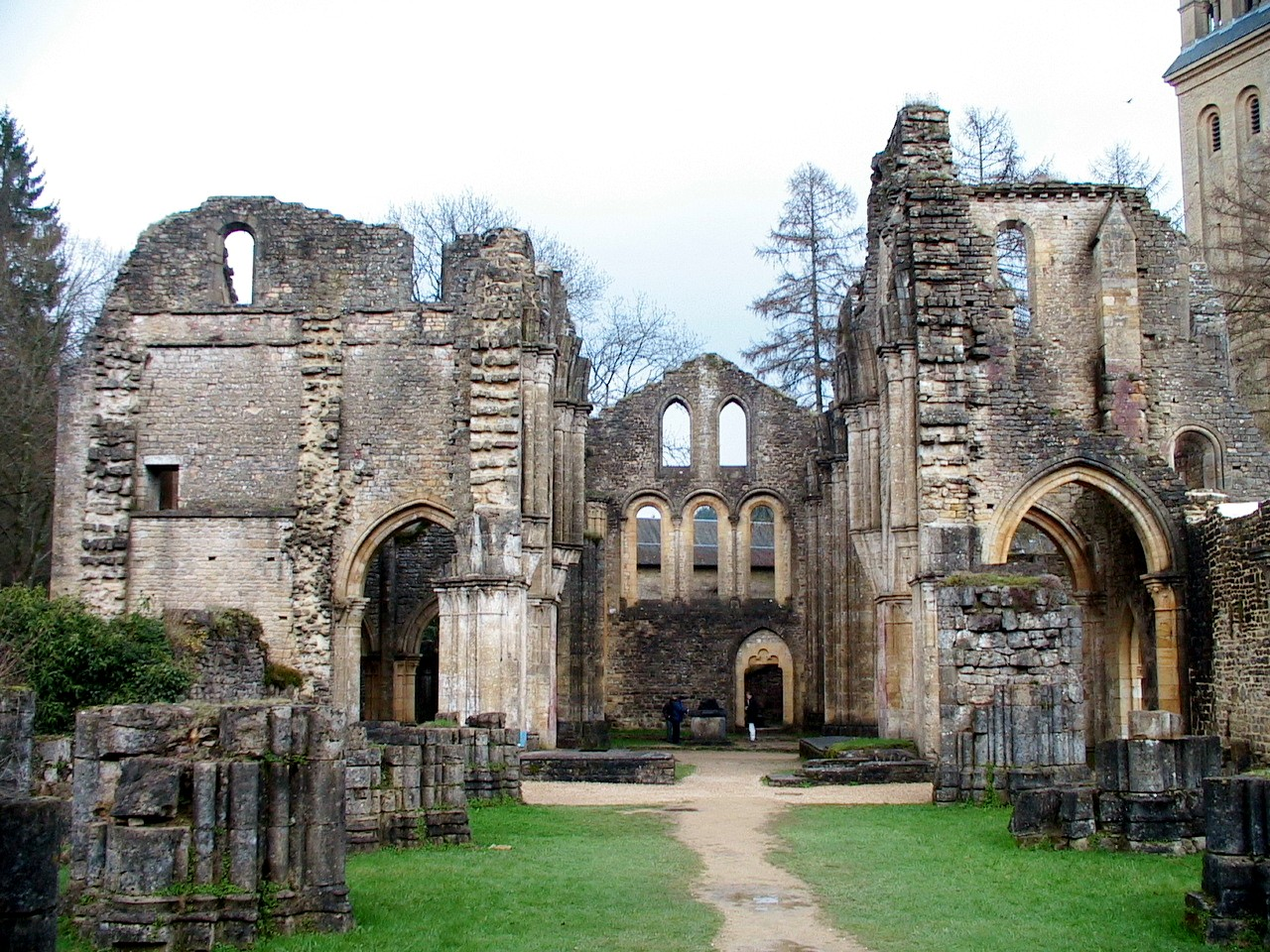
Ruine der alten Abtei

Mit dem Eintreffen von sieben Zisterziensermönchen wurde am 9. März 1132 eine neue Klostergemeinschaft mit einigen wenigen bereits vorhandenen Kanonikern geschaffen, die die Baulichkeiten um eine 1124 geweihte Kirche nutzten, aber in wirtschaftliche Schwierigkeiten geraten waren. Gegründet im 12. Jahrhundert, wurde das Kloster bald sehr wohlhabend. Orval galt als eine der reichsten Abteien im Reich. So entstand im 18. Jahrhundert der Plan zum vollständigen, vergrößerten Neubau mit Barockgarten, dem die mittelalterliche Klosteranlage zu weichen hatte. Die alten Gebäude wurden teilweise abgerissen und die Hälfte der neuen Anlage aufgebaut.
1775 bis 1780 erbauten Roman Benedikt Nollet und sein Sohn Johann Bernhard Nollet eine monumentale Orgel für die Abteikirche. Gemäß dem nicht erhaltenen Vertrag sollte die Orgel 75 Register bekommen. Damit wäre sie zu dieser Zeit die größte Orgel der Welt gewesen. Pierre-Alexandre Merjai erwähnt nach einem Besuch der Orgel 1786 sogar „mehr als 80 Register“.
Während des Ersten Koalitionskrieges wurde Orval 1793 von französischen Truppen unter dem Kommando von General Louis Henri Loison bei ihrem Einfall in die Österreichischen Niederlande geplündert, niedergebrannt und von den Mönchen verlassen. Auch die Nollet-Orgel wurde dabei zerstört. Nach der Annexion durch Frankreich 1797 wurden der Land- und Forstbesitz, die Bauten, die Bank, die Bergwerke und die Dörfer der Abtei privatisiert.
Eine Wiederbelebung erfuhr die Abtei im 20. Jahrhundert durch Trappisten aus dem Kloster Sept-Fons. 1926 begann man mit den Planungen des Wiederaufbaus, finanziert durch private Spenden. Wiederaufgebaut wurde auf den Kellern des barocken Neubaus aus dem 18. Jahrhundert, allerdings in schlichter Architektur. Die Ruinen des zerstörten mittelalterlichen Klosters blieben als Mahnmal erhalten und können besichtigt werden.

## Heutige Situation

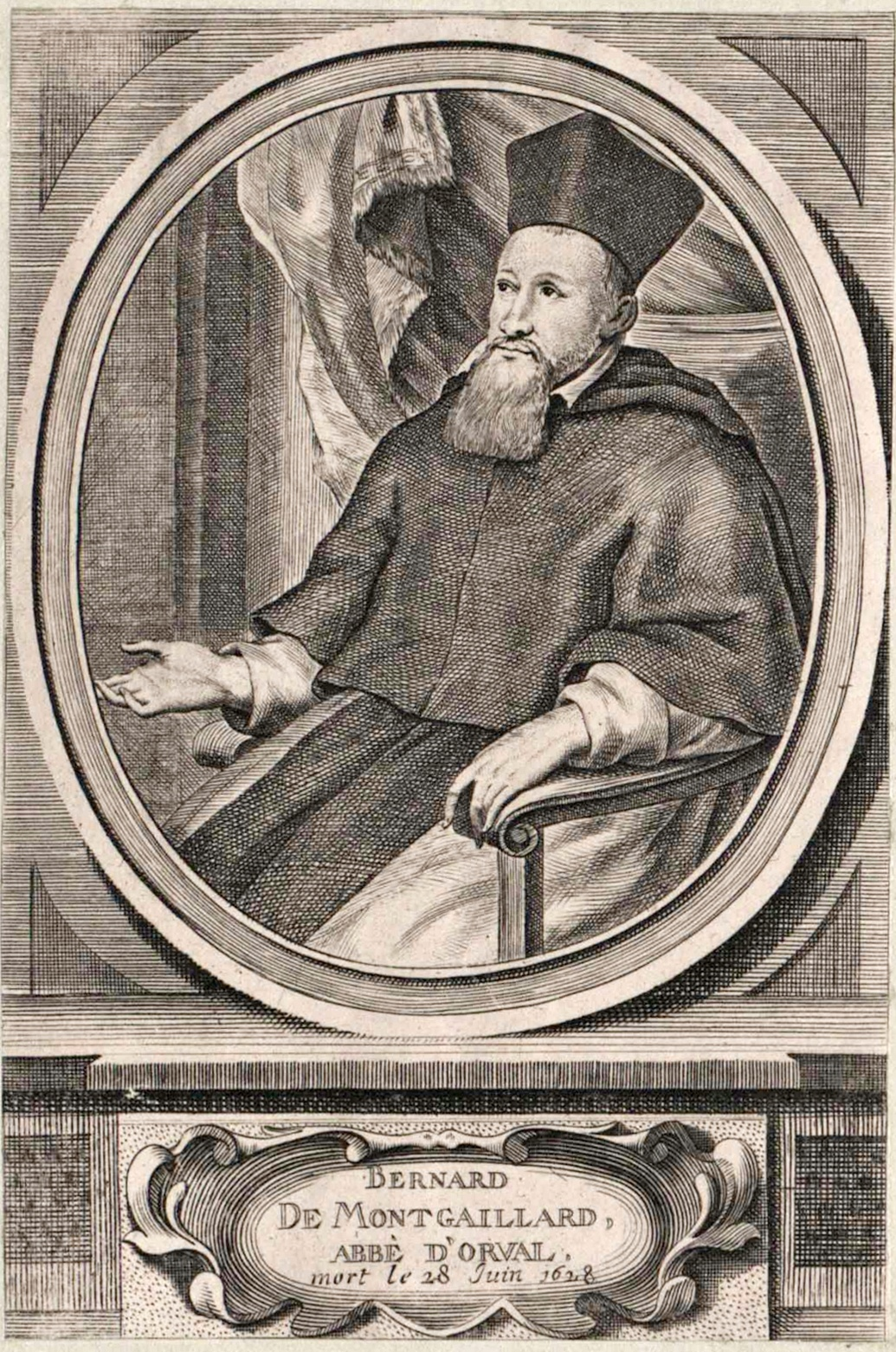
Abt Bernard de Montgaillard (1563–1628)

Die Abtei befindet sich nahe dem Dorf Villers-devant-Orval, einem Ortsteil der Gemeinde Florenville-sur-Semois.
In den Abteiruinen erfahren die Besucher in Videovorträgen mehr über das Leben der Mönche. Vor den Ruinen befindet sich ein Geräteschuppen, der dem Malermönch Abraham von Orval als Werkstatt gedient hat. Von der Kirche sind die Bögen und Mauern des Schiffs, der Apsis, die Querschiffe und die gotischen und romanischen Säulenkapitelle erhalten. In der Mitte des Chors befindet sich eine Nachbildung des Grabmals des ersten Herzogs von Luxemburg, Wenzel I. Im Klostergebäude selbst befindet sich das Grabmal von Bernard de Montgaillard, des bekanntesten Abts von Orval. Das Kloster besitzt in den Kellergewölben ein eigenes Museum, das über die Geschichte des Klosters informiert.
Die Neue Klosteranlage ist nicht für die Öffentlichkeit zugänglich. Einen besonderen Blick auf die Anlage bietet ein Türmchen am Almosenhof. In der Mitte der Anlage befindet sich der Ehrenhof. Von hier aus führt eine breite Freitreppe zur neuen Klosterkirche hinauf. Diese wird von einer 17 Meter hohen Marienstatue beherrscht. Der Bau der Kirche begann 1926. 1939 erhielt die Kirche den Rang einer Basilica minor verliehen, die Kirchweihe erfolgte erst 1948. Für die Innenausstattung wurde tschechoslowakischer Marmor verwendet, ebenso für den Abtsitz und die Seitenkapellen.

## Bemerkenswertes
In der Abtei hergestelltes Trappistenbier, -käse und -brot werden zum Verkauf angeboten. Das Bier trägt ebenfalls den Namen Orval und wird in ganz Belgien und auch in Deutschland verkauft. Es hat einen von Hopfenbittere betonten, komplexen Geschmack.